# مجموعه میدان رودسر
مجموعه میدان رودسر مربوط به دوره پهلوی اول است و در رودسر، میدان شهرداری واقع شده و این اثر در تاریخ ۲۶ آذر ۱۳۵۶ با شمارهٔ ثبت ۱۵۱۹ به‌عنوان یکی از آثار ملی ایران به ثبت رسیده‌است.
این مجموعه، کامل ترین مجموعه ی میدان رضاشاهی در شمال کشور است که شامل نه ساختمان اداری ِ شهرداری،ثبت احوال،پست و تلگراف،دارایی،شهربانی،دادگاه،ثبت اسناد و املاک، ژاندارمری و فرهنگ می باشد و به سبک معماری آلمانی و با ویژگی ِ تمرکز کلیه ی ادارات دولتی در یک کُلُنی یا مجموعه ساخته شده است. هر یک از این ساختمان ها دارای گچ بری های زیبا و منحصر به فرد بوده و به عنوان یکی از جاذبه های تاریخی جذاب و دیدنی شهر رودسر شمرده می شوند. این اثر در تاریخ ۲۶ آذر ۱۳۵۶ با شمارهٔ ثبت ۱۵۱۹ به‌عنوان یکی از آثار ملی ایران به ثبت رسیده‌است.